# Сам, Синан Шамиль
Синан Шамиль Сам (тур. Sinan Şamil Sam; 23 июня 1974, Гамбург — 30 октября 2015, Стамбул) — турецкий боксёр-профессионал азербайджанского происхождения, выступавший в супертяжёлой категории. Чемпион мира среди любителей 1999 года и призёр чемпионатов Европы среди любителей.

## Профессиональная карьера
Дебютировал в декабре 2000 года.
В 2002 году завоевал титул чемпиона Европы, нокаутировав в 7-м раунде поляка Пшемыслава Салету (41-4).
В феврале 2003 года нокаутировал Дэнни Уильямса.
В апреле 2003 года нокаутировал британца Джулиуса Фрэнсиса.
В сентябре 2003 года состоялся бой между двух непобежденными, осевшими в Германии, боксерами — Синаном Шамилем Самом и кубинцем Хуаном Карлосом Гомесом. Гомес победил по очкам.
В феврале 2004 года проиграл другому, осевшему в Германии боксеру, албанцу Луану Красничему.
В июне 2005 года победил Питера Охелло.

### 12 октября 2005Синан Шамиль Сам —Олег Маскаев
- Место проведения:  Спортхалле, Алстердорф, Гамбург, Германия
- Результат: Победа Маскаева единогласным решением в 12-раундовом бою
- Статус: Отборочный бой за титул WBC в супертяжёлом весе
- Рефери: Фрэнк Гарса
- Счет судей: Чак Хассетт (111—116), Дэниел Фон де Виель (109—118), Боб Лоджист (111—118) — все в пользу Маскаева
- Вес: Сам 108,00 кг; Маскаев 106,80 кг
- Трансляция: ARD

В ноябре 2005 года в Германии состоялся отборочный бой за право встретиться с чемпионом мира в супертяжёлом весе по версии WBC между Синаном Шамилем Самом и россиянином Олегом Маскаевым. Маскаев контролировал бой. В середине 11-го раунда Сам ударил головой голову Маскаева. Рефери за это снял с турка очко. После 12 раундов судьи единогласно присудили победу Маскаеву.

### После 2006
В июне 2007 года Сам в Турции в элиминаторе проиграл Оливеру Макколу.
Последний бой провел 4 июля 2008 года, победив раздельным решением судей Паоло Видоца и завоевав вакантный титул чемпиона Европы по версии EBU.
Зимой 2010—2011 годов находился на лечении, в том числе в реанимации, с диагнозом цирроз печени, но был выписан со значительным улучшением состояния и заявлял о планах начать деятельность тренера.
Осенью 2015 года в возрасте 41 лет скончался от цирроза печени.